# Hadrurochactas polisi
Espèce
Synonymes
- Broteochactas polisi Monod & Lourenço, 2001

Hadrurochactas polisi est une espèce de scorpions de la famille des Chactidae.

## Distribution
Cette espèce est endémique d'Amazonas au Brésil. Elle se rencontre vers Manaus.

## Description
La femelle holotype mesure 21 mm.

## Systématique et taxinomie
Cette espèce a été décrite sous le protonyme Broteochactas polisi par Monod et Lourenço en 2001. Elle est placée dans le genre Hadrurochactas par Soleglad et Fet en 2003.

## Étymologie
Cette espèce est nommée en l'honneur de Gary Allan Polis.

## Publication originale
- Monod & Lourenço, 2001 : A new species of Broteochactas Pocock, 1890 from Brazilian Amazonia (Scorpiones: Chactidae). Scorpions 2001: in memoriam Gary A. Polis, British Arachnological Society, Burnham Beeches, p. 195-202.